# Księżacy
Księżacy (gw. księżacka: Ksinzoki) – grupa etnograficzna ludności polskiej zamieszkująca tereny historycznego księstwa łowickiego wokół miast Łowicza i Skierniewic na południowo-zachodnim Mazowszu. W publikacjach z dziedziny etnografii określani są również jako Księżacy łowiccy lub Łowiczanie.
Przez wieki ludność ta zamieszkiwała dobra arcybiskupstwa gnieźnieńskiego, od XVIII w. określane jako księstwo łowickie. Jako poddani arcybiskupa Księżacy korzystali z większych swobód, dzięki czemu wykształcili oryginalną kulturę materialną. Większa zamożność i swoboda Księżaków, a także wcześniejsze uwłaszczenie chłopów niż w pozostałych ziemiach polskich ukształtowały w nich poczucie odrębności, które podkreślają szczególnie barwnym i bogatym strojem ludowym.
Jan Stanisław Bystroń przedstawiał Księżaków jako najlepszy przykład wielkiego wpływu stosunków społecznych na kształtowanie się odrębności etnograficznych.

## Historia

### Średniowiecze
Kasztelania łowicka, potwierdzona jako uposażenie arcybiskupstwa gnieźnieńskiego już w 1138 r., była w średniowieczu pokryta gęstą puszczą. Osadnictwo na jej terenie zaczęło rozwijać się w XIV w. za rządów arcybiskupów Janisława oraz Jarosława Bogorii Skotnickiego; w połowie XIV w. w dobrach łowickich i skierniewickich istniało już 96 zamieszkałych wsi, co stanowi 4/5 miejscowości z końca XVII w. Wg Renaty Marciniak-Firadzy, w toku stosunkowo późnej kolonizacji tych ziem, do dóbr arcybiskupstwa mogli napływać osadnicy z Mazowsza, północnej Małopolski, ziemi sieradzkiej, łęczyckiej, Wielkopolski, a w szczególności z Kujaw, przyczyniając się do powstania w ich obrębie wyjątkowego obszaru etnograficznego.

### Nowożytność
Za rządów arcybiskupa Jana Łaskiego dokonano pierwszego spisu dóbr arcybiskupstwa, w tym dóbr łowickich i skierniewickich obejmujących liczne folwarki. Choć arcybiskupi gnieźnieńscy nie chcieli odstąpić od opłacalnych dla nich robocizn, którymi przeciążeni byli kmiecie, jako wyjątkowo wyrozumiali panowie stawiali się za nimi wydając im liczne przywileje i zaopatrując ich w inwentarz po potopie szwedzkim. Chłopi łowiccy otrzymali m.in. przywilej, na mocy którego nie mogli być sądzeni dopóki ich wina nie została dowiedziona przez sąd. Wg Anieli Marii Chmielińskiej, korzystając z przywileju, w celu zaskarżenia wyroku niejednokrotnie udawali się do samej kapituły metropolitarnej w Gnieźnie.
Pierwsze poświadczone użycie nazwy księstwo łowickie (łac. Ducatus Loviciensis), od której wzięła się nazwa Księżacy, miało miejsce w 1739 w inwentarzach dóbr arcybiskupstwa. W 1795, po III rozbiorze Polski, księstwo łowickie znalazło się w Prusach i stało się majątkiem rządowym.

### XIX wiek
W 1806 księstwo łowickie przejął Napoleon Bonaparte, który przekazał je jako donację dla marszałka Francji Louisa Davouta (1807). W 1815 r. stało się własnością rządową Królestwa Polskiego, a w 1820 r. zostało nadane przez cara Aleksandra wielkiemu księciu Konstantemu i jego żonie Joannie Grudzińskiej (księżnej łowickiej).

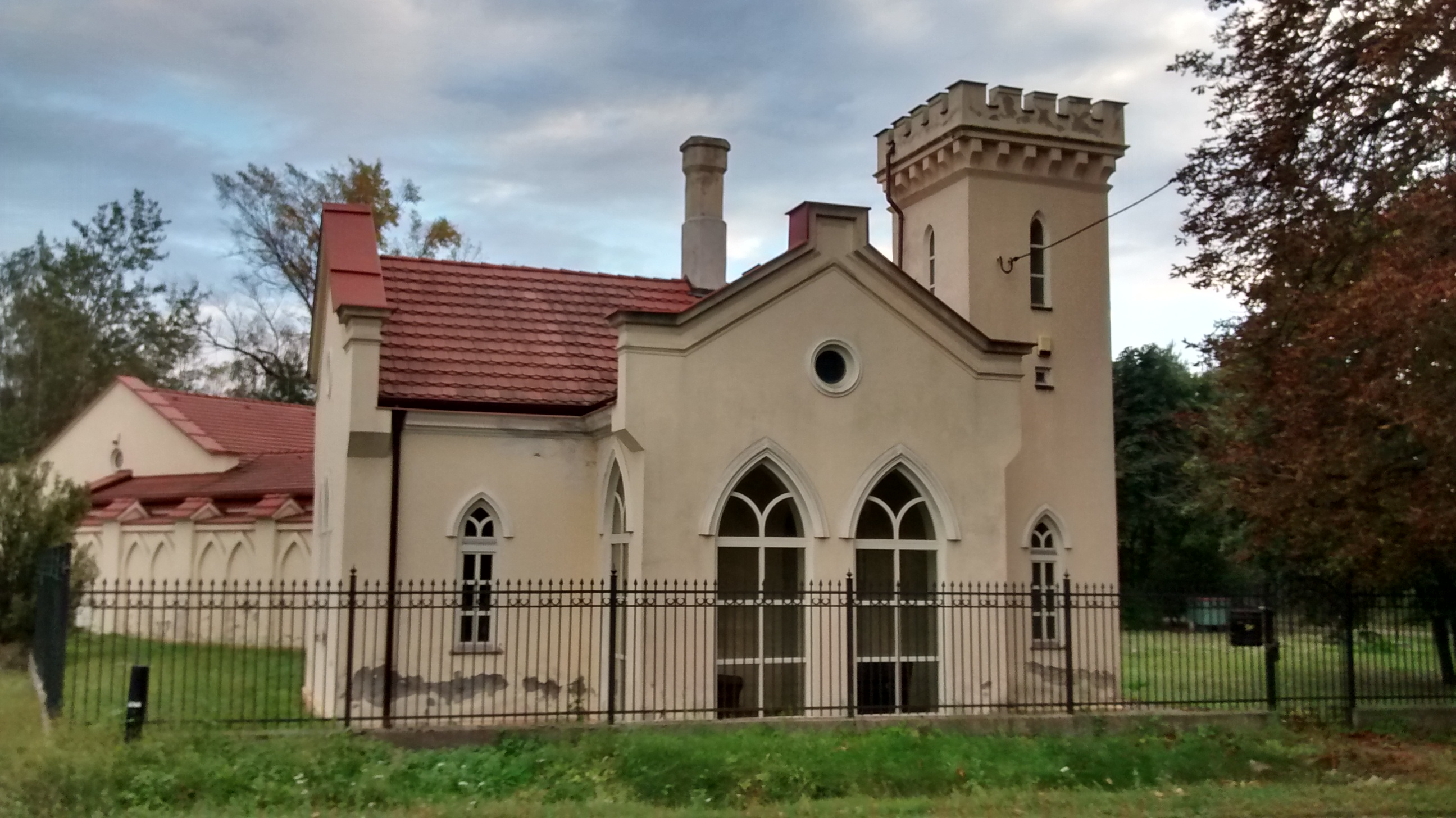
Pałacyk Łowczego w Zwierzyńcu z 1820

W 1838 r. Księżacy, jako jedna z pierwszych grup chłopów w kraju, zostali uwłaszczeni, co wiązało się z parcelacją gruntów i nadaniem gromadom wspólnych pastwisk. Stosunkowo wczesne zniesienie pańszczyzny i podział ziem między chłopów wiązały się ze znacznym wzrostem ich zamożności oraz rozkwitem oryginalnej kultury materialnej.  
W XIX w. ludność przepełnionych wsi księżackich zaczęła osiedlać się poza historycznymi granicami regionu, najczęściej zakupując gromadnie cały folwark. Ze względu na przywiązanie do rodzimego księstwa, osiedlali się głównie pod jego granicami, tworząc zwartą społeczność księżacką na ziemiach niestanowiących pierwotnie części dóbr arcybiskupstwa. 
Z relacji starszych Księżaków spisanych przez Anielę Marię Chmielińską w latach 20. XX w. wiadomo, że w czasach zaboru rosyjskiego administracji carskiej szczególnie zależało na zachęceniu włościan m.in. do tłumnego występowania na powitanie cara przyjeżdżającego do Skierniewic na polowania. Księżacy byli jednak niechętni do współpracy z zaborcami, którym udawało się osiągnąć efekty jedynie stosując terrorystyczne nakazy: 

Na dwa tygodnie przed przyjazdem cara nakazywali, aby gospodarze szli na ochranę; trzeba było spełnić rozkaz. Administracja Księstwa organizowała deputacje z gmin, które witały cara nakazanym okrzykiem hura, to było przymuszone. Pod wsią Makowem są laski, tam zjeżdżała kawalerja rosyjska na manewry, to nieraz mówili żołnierze, iż zazdroszczą naszym chłopcom, że cara oglądają, dla nich zobaczyć cara to było marzeniem, bo car to był dla nich bóg ziemski. My nie mieliśmy tego uczucia i zrozumieć nie mogliśmy carskiego żołnierza.

Pod koniec XIX w. badania nad kulturą ludową księstwa prowadził Oskar Kolberg, dokonując pierwszego opisu ubioru księżackiego. 

### Współczesność

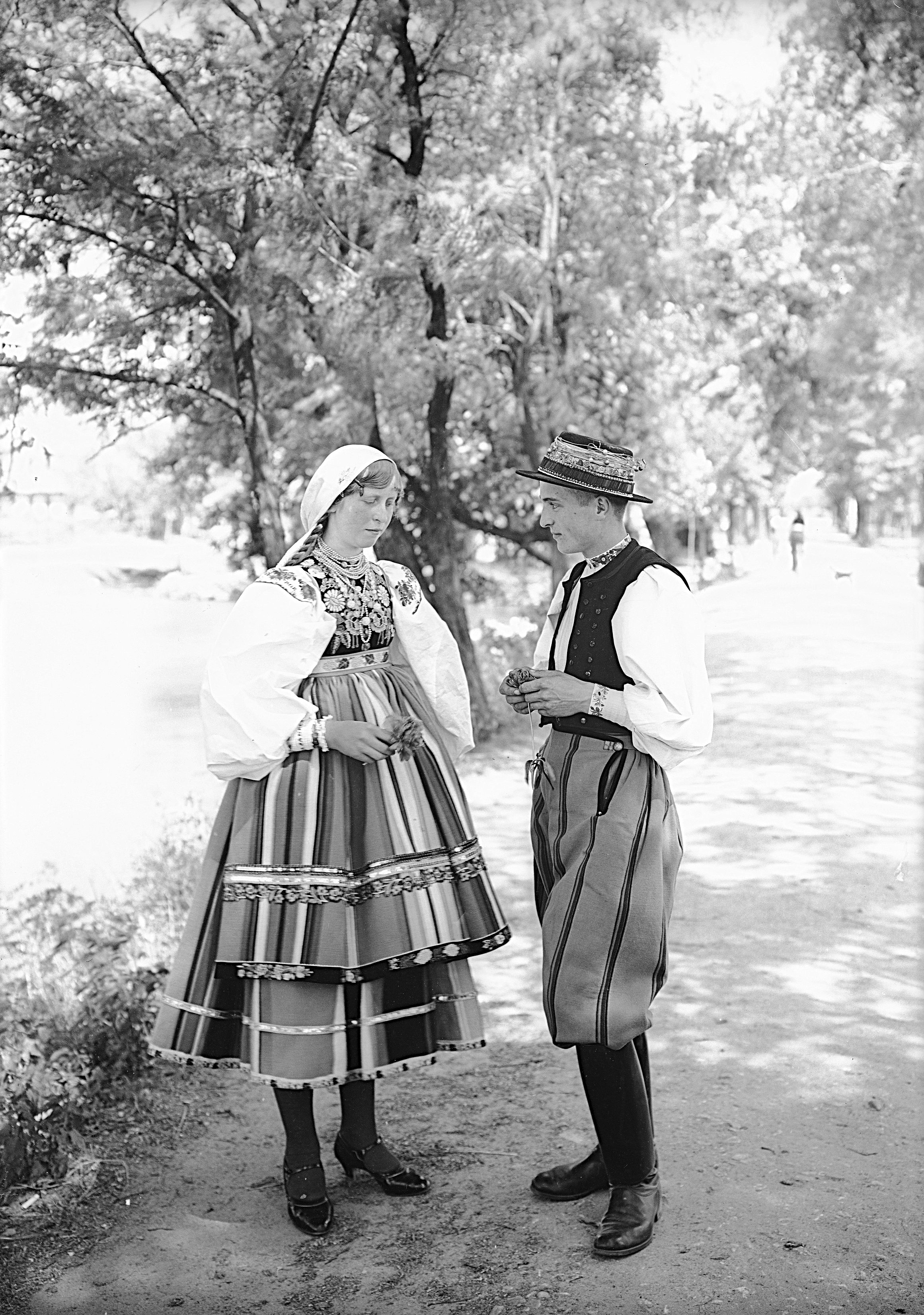
Młodzież księżacka ze Złakowa, 1932

#### Międzywojnie
W okresie międzywojennym kulturę księżacką dokumentowała Aniela Chmielińska, opisując obyczaje, domostwa oraz nadal wówczas żywy, tradycyjny ubiór. Zwracała uwagę na wysoki poziom życia ludności księżackiej oraz rozwój oświaty i czytelnictwa wśród miejscowej młodzieży przy jednoczesnym zachowaniu oryginalnej kultury ludowej i tożsamości. W 1929 obszerną monografię poświęconą gwarom księstwa łowickiego opublikowała Halina Świderska.

#### II wojna światowa
Wg części żyjących jeszcze w latach 80. XX w. konspiratorów Polskiego Państwa Podziemnego, w czasach okupacji niemieckiej istniała koncepcja utworzenia w księstwie łowickim organizacji na wzór podhalańskiego Goralenvolku.
Na uroczystości dożynkowe w Krakowie zorganizowane z okazji 4. rocznicy powstania Generalnego Gubernatorstwa zaproszono delegację księżacką reprezentującą dystrykt warszawski; nieformalnie przewodził jej gospodarz ze Złakowa Borowego Paweł Workowski wytypowany przez wójta Jana Fabijańskiego. Choć Księżacy nie byli chętni do kolaboracji, zdając sobie sprawę z konsekwencji odmowy stawili się na uroczystości w odświętnych strojach. Niemcy starali się uzyskać sympatię Księżaków m.in. poprzez odprawienie modlitw nad sarkofagiem Józefa Piłsudskiego. Wg Henryka Popowskiego ludność księżacka była jednak zniechęcana do kolaboracji przez przedwojennych działaczy ruchu ludowego oraz miejscowych proboszczów, przede wszystkim ks. proboszcza parafii nieborowskiej Antoniego Piórkowskiego. Ich działania uniemożliwiły Niemcom współpracę z miejscową ludnością.

## Kultura

### Tożsamość kulturowa
Odrębna tożsamość Księżaków wynika z wielowiekowej przynależności do dóbr arcybiskupstwa gnieźnieńskiego. Aniela Chmielińska podkreślała istotne różnice dzielące mieszkańców księstwa od najbliższych sąsiadów, które były powodem ich wyśmiewania przez Księżaków. Według twórczyni ludowej Joanny Bolimowskiej, częściowy zanik gwary, ubioru oraz tożsamości księżackiej jest efektem wzmożonej dyskryminacji Księżaków trwających w tradycjach ludowych w okresie Polskiej Rzeczypospolitej Ludowej.

### Ubiór

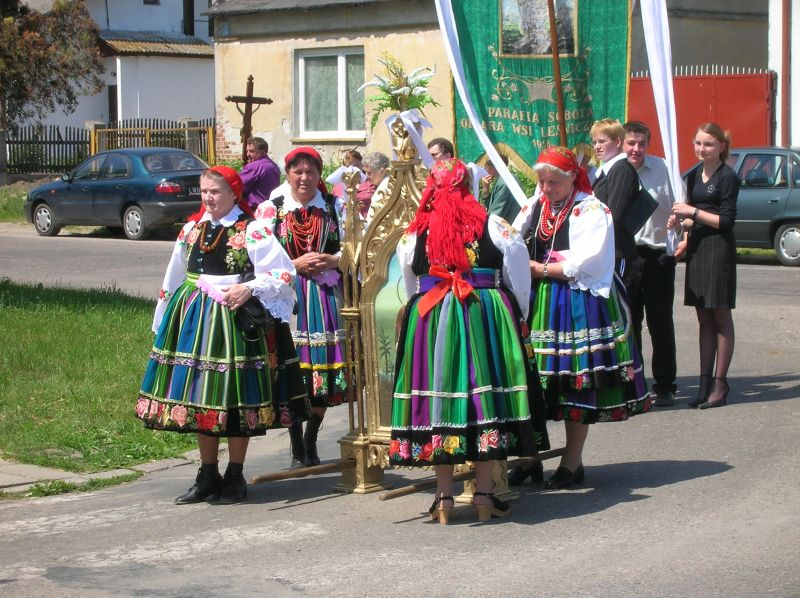
Procesja Bożego Ciała w Sobocie

Księżacy podkreślają swoją odrębność wyjątkowo barwnym i bogatym strojem ludowym. W okresie międzywojennym Księżacy byli jedną z ostatnich grup etnograficznych w Polsce, które na co dzień nadal ubierały się w ubrania tradycyjne, robione w domu. Aniela Maria Chmielińska stwierdziła, że ubiór był dla osób starszych ważnym wyznacznikiem przynależności do grupy i regionu, powołując się na wypowiedzi starszych mieszkańców księstwa:

Gdy idzie Księżak w swojem stroju, to wiem, kto idzie, a jak się przebierze, to nie wiem, czy to Żyd, czy Niemiec.

Pamiętajcie, bracia, nie zmieniajcie kapoty na kuse ubranie, jako u nas nazywają niemieckie, bo się nam kuso w głowie zrobi.

Współcześnie strój księżacki nadal jest określany jako jeden z ostatnich żywych strojów ludowych w Polsce, nadal wytwarzanych przez lokalne twórczynie ludowe oraz noszonych przez mieszkańców regionu w trakcie różnych uroczystości.

### Język
Księżacy posługują się charakterystyczną gwarą wykazującą cechy trzech wielkich dialektów: mazowieckiego, małopolskiego oraz wielkopolskiego. Współcześnie gwara ulega silnym wpływom polszczyzny literackiej lub jest zupełnie wypierana przez język ogólny. Mimo to, w niektórych środowiskach księstwa łowickiego jest pielęgnowana jako ważna część kultury księżackiej. 

### Sztuka ludowa

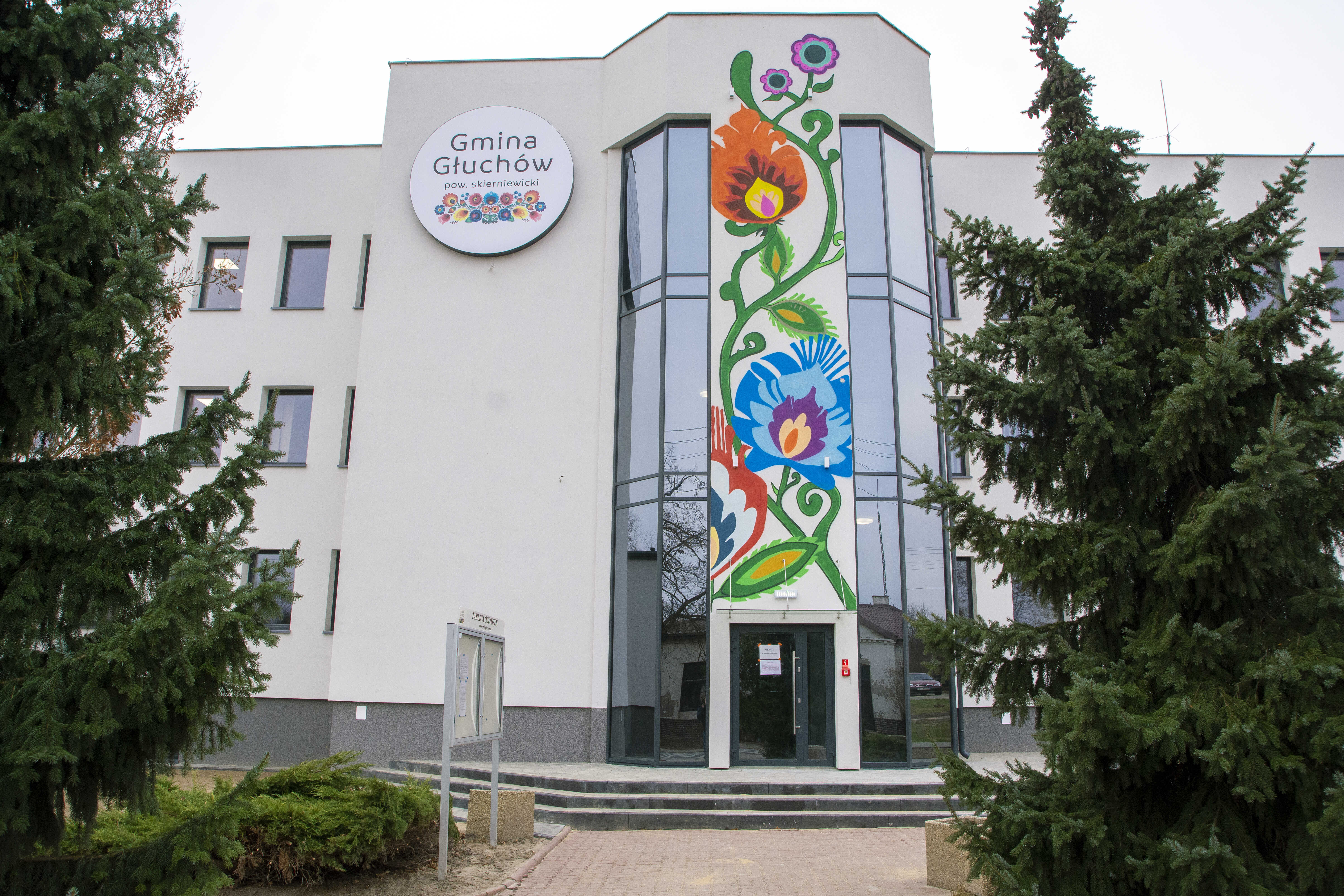
Budynek urzędu gminy w Głuchowie z motywem księżackiej wycinanki

Charakterystyczna dla księstwa łowickiego jest tradycyjna wycinanka, będąca na dawnej wsi księżackiej elementem wystroju chałup. Wyróżnia się trzy rodzaje wycinanki łowickiej: kodrę, tasimkę oraz gwiozdę.

### Muzyka i taniec
Do tańców tradycyjnie wykonywanych w księstwie łowickim należą oberek, kujawiak, oraz polka.

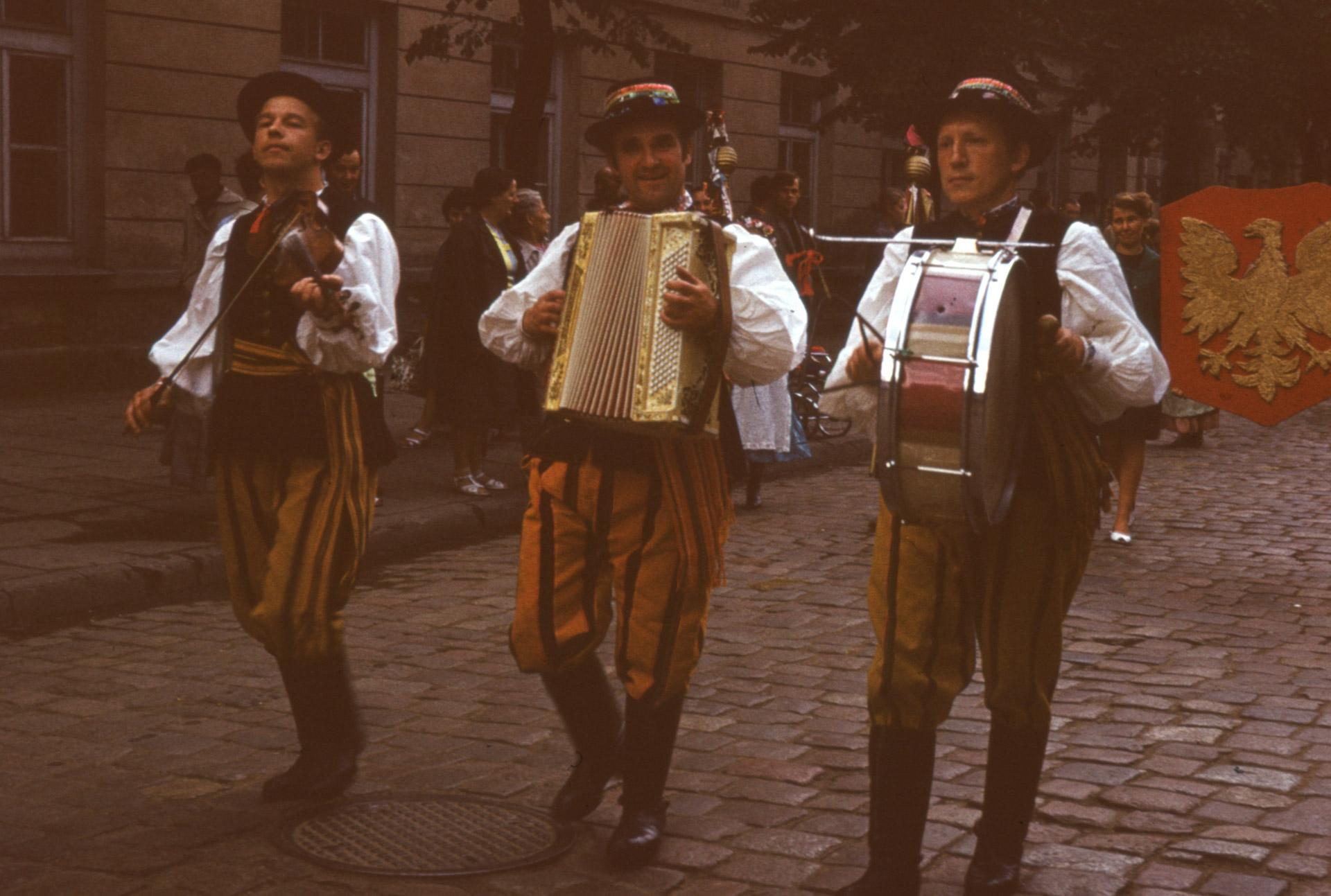
Kapela księżacka w tradycyjnym składzie – skrzypce, harmonia i bęben ze stalką.

Do XX w. głównym instrumentem w kapeli księżackiej obok bębenka były skrzypce. Od nazwiska skrzypka, będącego najważniejszym muzykiem w kapeli, nadawano jej nazwę. Liczni badacze XIX- i XX-wieczni, tacy jak Aniela Maria Chmielińska i Anna Świątkowska, potwierdzali w Księstwie obecność basów, które dziś są już niespotykane. Sprowadzana z miast harmonia mogła po raz pierwszy pojawić się w regionie już w końcu XIX w. Jako instrument pożądany przez rodziny organizujące wesela, uchodzący za wyznacznik statusu społecznego, w okresie międzywojennym osiągnęła szczyt swojej popularności. Stała się również głównym instrumentem w kapeli, spychając skrzypce do roli instrumentu towarzyszącego. Przyczyniło się to do wyparcia niektórych dawniejszych melodii, których nie dało się na niej odtworzyć. Doszło wówczas także do wyparcia pierwotnych bębenków jednomembranowych przez znane do dziś, dwustronne bębny ze stalką przewieszane przez ramię.
Po II wojnie światowej popularność na wsi zyskał klarnet, saksofon oraz akordeon, który wyparł dawniejszą harmonię. Współczesne kapele ludowe grają zwykle w składzie: skrzypce, akordeon lub harmonia, bęben ze stalką, często również klarnet. Do znanych, autentycznych kapel ludowych podtrzymujących do dziś tradycje muzyczne regionu należy m.in. Kapela Jana Szymańskiego, skrzypka z Albinowa odznaczonego Basztą i Gwiozdą Łowicką oraz Kapela Jeremiego Kowalskiego, łowickiego harmonisty.
Bogaty repertuar tradycyjnych pieśni i przyśpiewek jest do dzisiaj podtrzymywany przez zespoły ludowe, takie jak Zespół Śpiewaczy Ksinzoki.